# Элементарные частицы (фильм)
«Элементарные частицы» (нем. Elementarteilchen) — фильм 2006 года немецкого режиссёра Оскара Рёлера по одноимённому роману Мишеля Уэльбека.

## Сюжет
Михаэль и Бруно — сводные братья, которых мать-хиппи бросила в раннем возрасте. Михаэль становится молекулярным биологом, а Бруно — школьным учителем. Оба они пытаются справиться с ужасными воспоминаниями о детстве.

## В ролях
| Актёр            | Роль              |
| ---------------- | ----------------- |
| Мориц Блайбтрой  | Бруно             |
| Кристиан Ульмен  | Михаэль           |
| Мартина Гедек    | Кристиана         |
| Франка Потенте   | Аннабель          |
| Нина Хосс        | Джейн             |
| Коринна Харфух   | доктор Шефер      |
| Ясмина Табатабай | Йогини            |
| Том Шиллинг      | Михаэль (молодой) |
| Томас Дрехзель   | Бруно (молодой)   |